# Ivandol
 Ovo je glavno značenje pojma Ivandol. Za druga značenja pogledajte Ivandol (razdvojba).
Ivandol je naselje u Republici Hrvatskoj u Požeško-slavonskoj županiji, u sastavu općine Brestovac.

## Zemljopis
Ivandol je smješten oko 10 km zapadno od Brestovca, na cesti Nova Gradiška - Požega.

## Stanovništvo
Prema popisu stanovništva iz 2011. godine Ivandol je imao 139 stanovnika.
| broj stanovnika | 141   | 159   | 166   | 203   | 248   | 267   | 251   | 275   | 257   | 262   | 209   | 182   | 162   | 165   | 131   | 139   | 103   |
|                 | 1857. | 1869. | 1880. | 1890. | 1900. | 1910. | 1921. | 1931. | 1948. | 1953. | 1961. | 1971. | 1981. | 1991. | 2001. | 2011. | 2021. |